# Neues Deutschland
Neues Deutschland (abreviado ND; en alemán, Nueva Alemania) es un periódico diario nacional de Alemania. Fue el órgano oficial del Partido Socialista Unificado de Alemania (SED), que gobernó la República Democrática Alemana, y como tal sirvió como una de las herramientas informativas más importantes del partido. Más que otros periódicos de la RDA, ND no solo apoyaba y difundía todas las decisiones políticas del gobierno, frecuentemente cambiando su posición editorial para apoyar la nueva línea del partido, sino también se esforzaba por elevar el prestigio de cada miembro de la dirección, quizás más frecuentemente con Erich Honecker. Actualmente tiene su sede central en Berlín y mantiene una línea editorial socialista. El periódico mantiene lazos políticos y financieros con el sucesor del SED, Die Linke, que posee la casa editorial y las imprentas. 

## Historia

### Alemania Oriental

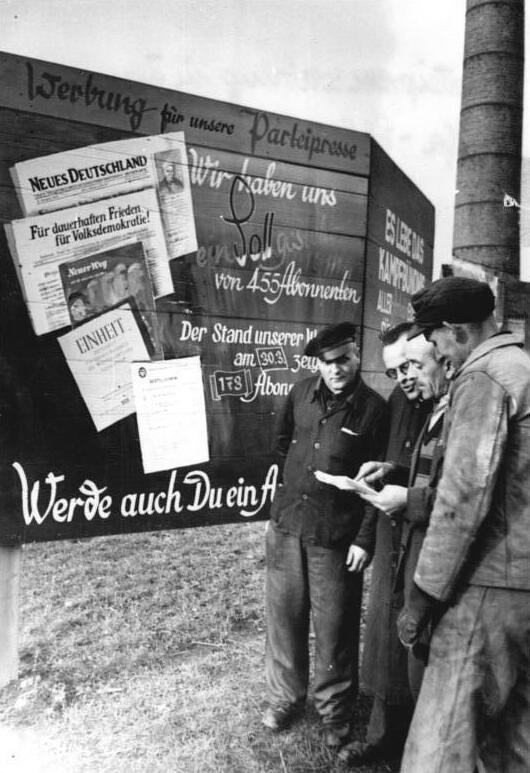
Carteles de propaganda de la prensa del SED.

ND fue fundado en 1946, con el nombre de Lizenzzeitung tras la fusión del Partido Socialdemócrata de Alemania y del Partido Comunista de Alemania en el SED, en la Zona de ocupación soviética de Alemania. La primera edición de ND fue publicada el 23 de abril de 1946 a la vez que la fundación del SED. ND reemplazaba así al periódico socialdemócrata, Das Volk, y al comunista, Deutsche Volkszeitung. Previamente a la reunificación de Alemania en octubre de 1990, ND tenía una circulación de un millón de ejemplares y era el segundo diario más leído del país, solo por debajo del diario de la Juventud Libre Alemana, Junge Welt. 
Karl Maron fue el primer jefe editor del diario y se mantuvo en este puesto hasta 1950.
ND constituía una de las más importante piezas claves del partido a nivel de medios de comunicación para mantener su control del Estado. Por ejemplo, el 16 de marzo de 1987, en la edición publicada para la apertura de la Feria de Leipzig, se publicaron más de cuarenta y una fotografías de Erich Honecker, entonces secretario general del SED. En contraste con otros periódicos de la RDA, ND usaba papel y materiales de imprenta de alta calidad.[cita requerida]

### Tras la Reunificación
Tras la disolución de la RDA, los lectores de ND disminuyeron espectacularmente. En 2006, tenía una circulación de 45.247 ejemplares diarios. Como la mayor parte de los periódicos en la Alemania actual, tiene su mayor problema en la edad media de sus lectores, mayor de 60 años de edad. No obstante, sigue siendo el periódico más popular en los länder que cubren el territorio de la extinta RDA. ND publica una edición nacional y dos ediciones regionales, para Berlín y Brandeburgo.
Jürgen Reents, que tiene orígenes políticos tanto en el Partido del Socialismo Democrático como en Alianza 90/Los Verdes, es el editor jefe desde 1999. Uno de sus mayores objetivos ha sido transformar la imagen del periódico. En octubre de 2005, los editores se trasladaron de Elsenbrücke a Franz-Mehring-Platz en Berlín. Tres meses después, Olaf Koppe fue designado para la dirección financiera del periódico. 

## Perfil

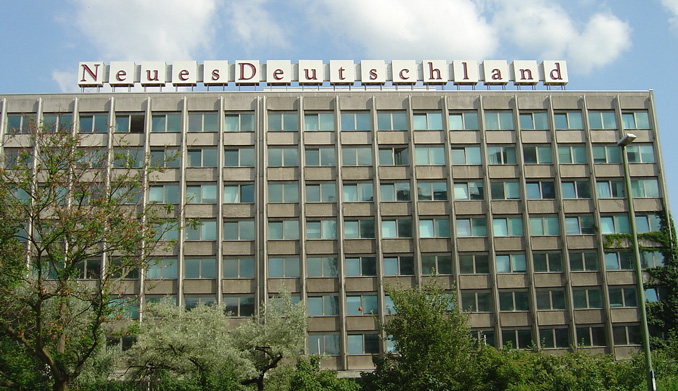
Sede central actual de ND.

ND sigue orientado hacia una línea editorial socialista y es, parcialmente, propiedad de Die Linke. Los dos objetivos del periódico son representar al alto número de habitantes de la antigua RDA que siguen compartiendo dicha visión y ser voz de un punto de vista socialista sin llegar a convertirse en órgano de Die Linke u otro partido político. Aunque los asuntos de la zona oriental de Alemania continúan dominando las páginas del periódico, la sección política defiende una visión de izquierdas para toda Alemania. En el periódico escriben autores y políticos de diversas tendencias. 
Se han mantenido otras secciones tradicionales del periódico, como una página de anuncios, una guía de televisión, notas y clasificados, columnas de opinión y secciones temáticas como salud, medio ambiente y otros temas. Las cartas al director son habitualmente citadas como ejemplos de puntos de vista de Die Linke por otras fuentes. Como la mayoría de los periódicos alemanes, se publica diariamente de lunes a viernes, con una edición de fin de semana que sale los sábados. 
En noviembre de 2006 comenzó a publicar una sección de juventud llamada Sacco y Vanzetti. A partir de marzo de 2007, ha empezado a publicarse también en línea.